# عصبون أحمر

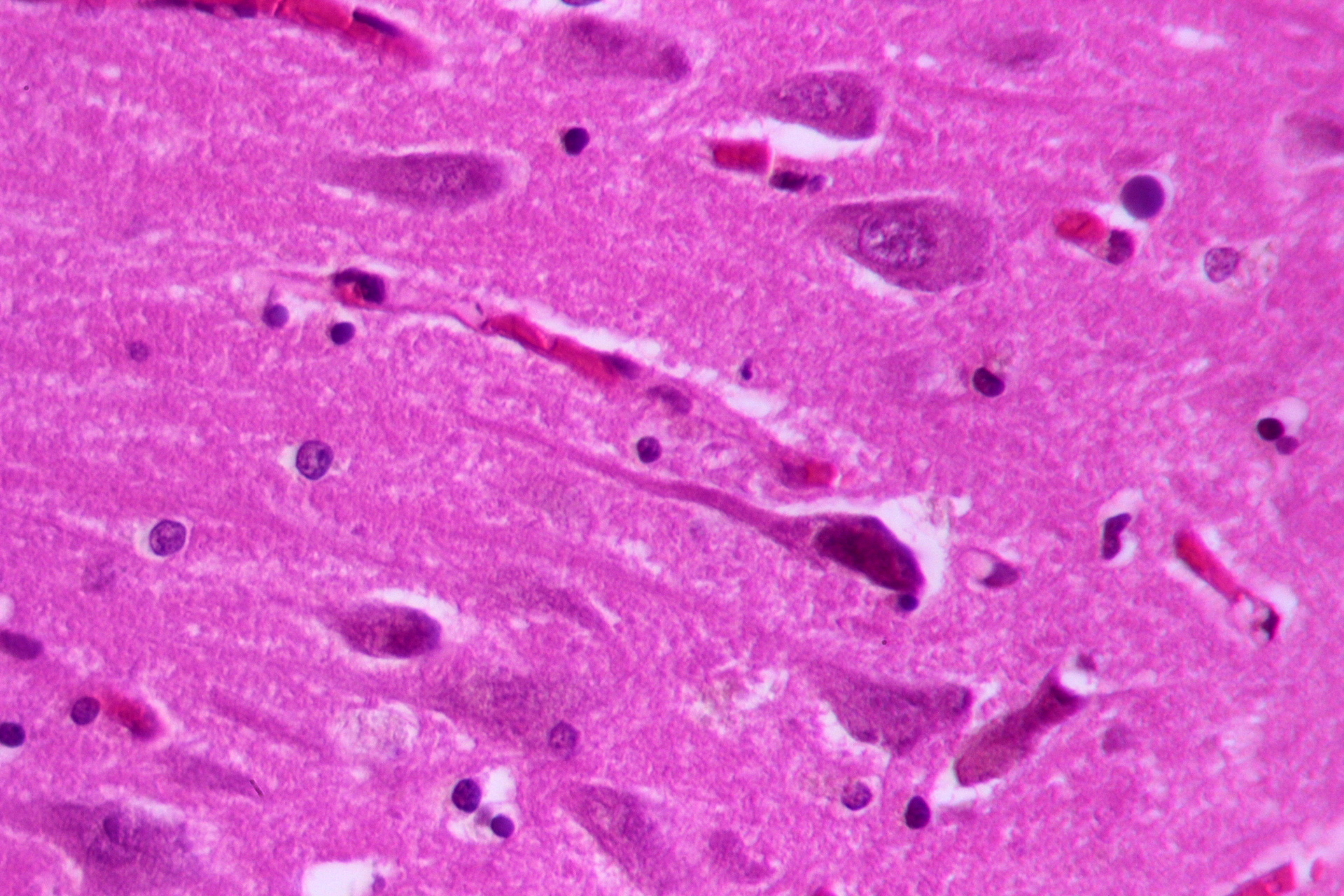
الخلايا العصبية الطبيعية والحمراء

العصبون الأحمر أو العصبون الحمضي أو العصبون اليوزيني (بالإنجليزية: Red neuron)‏ هو اكتشاف مرضي في الخلايا العصبية، بشكل عام في الجهاز العصبي المركزي، يشير إلى إصابة عصبية حادة وما يتبعها من موت الخلايا المبرمج أو النخر. غالبًا ما توجد الخلايا العصبية المحبة للحمض في أول 12-24 ساعة بعد الإصابة بنقص التروية مثل السكتة الدماغية؛ نظرًا لأن الخلايا العصبية هي خلايا دائمة فهي أكثر عرضة لنقص الأكسجين. يرجع اللون الأحمر إلى التغلظ أو تدهور النواة وفقدان أَجْسامُ نيسل التي عادة ما تكون زرقاء (قاعدية) ملطخة بصبغة الهيماتوكسيلين واليوزين (H&E). يمكن أيضًا تلطيخ الخلايا العصبية الحمضية بأصباغ حمضية غير إيوزينية (مثل الفوكسين والأخضر المصفر الفاتح).